# Kurt Fuller
Kurt Fuller, född 16 september 1953 i San Francisco, är en amerikansk skådespelare.
Fuller har bland annat medverkat i TV-serien Evil. Han har även medverkat i filmerna Midnatt i Paris samt Van Wilder: Freshamn Year.

## Filmografi (i urval)
- 1999 – Allt under kontroll
- 2006 – Jakten på lycka
- 2009 – Van Wilder: Freshman Year
- 2011 – Midnatt i Paris
- 2013 – Scandal (TV-serie)
- 2019–2022 – Evil (TV-serie)